# Duzon
Le Duzon est une rivière française, affluent droit du Doux, qui coule dans le département de l'Ardèche et la région Auvergne-Rhône-Alpes.

## Géographie

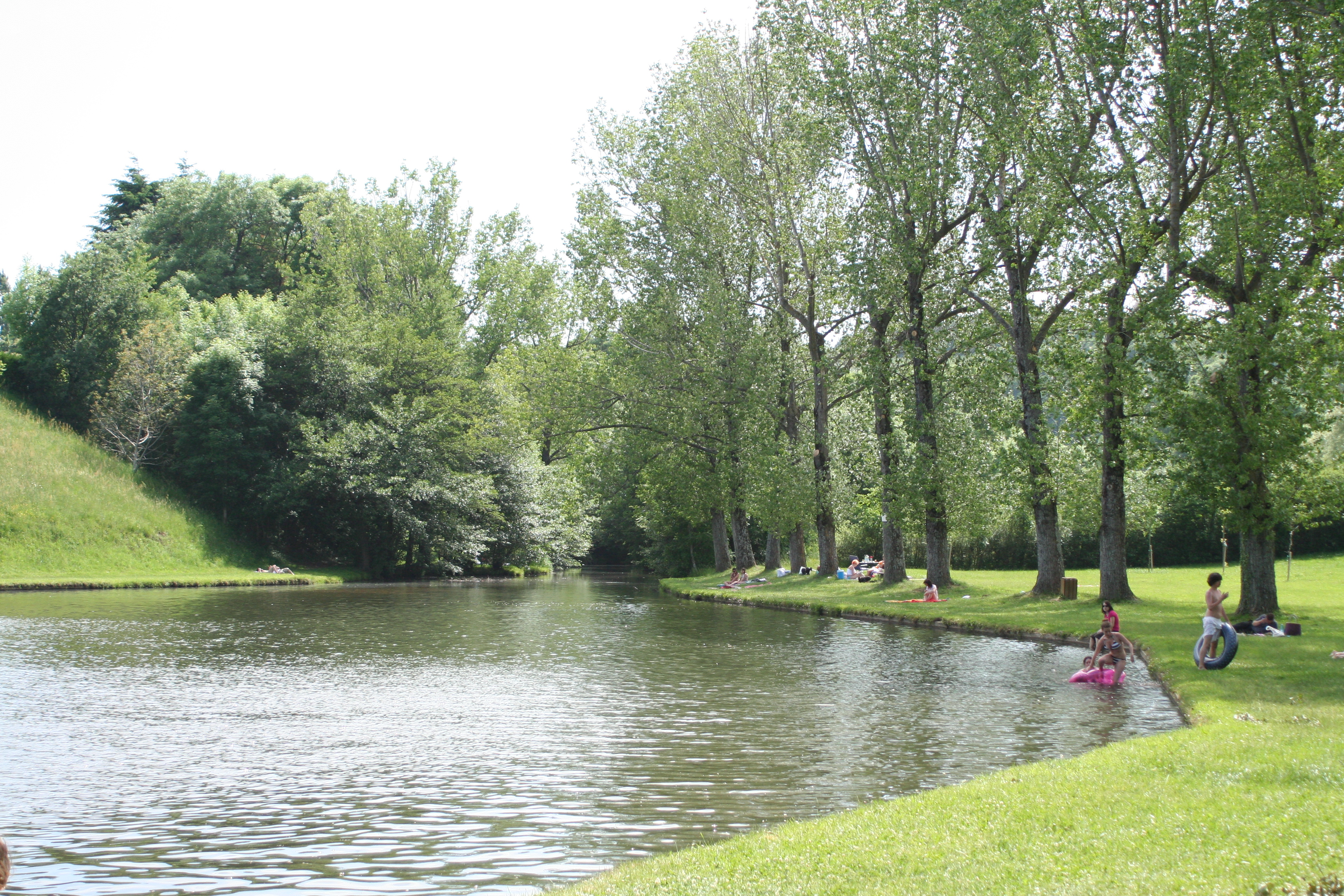
Le plan d'eau d'Alboussiere sur le Duzon.

Long de 32,2 km, le Duzon prend sa source près du col de la Justice, à la limite des communes de Boffres et Vernoux-en-Vivarais, sur les contreforts du plateau de Vernoux. Il traverse le Haut-Vivarais vers le nord-est, et rejoint le Doux sur la commune de Tournon-sur-Rhône, 5 km avant la confluence du Doux et du Rhône.

### Communes et cantons traversés
Dans le seul département de l'Ardèche, le Duzon traverse les dix communes suivantes, dans trois cantons, de l'amont vers l'aval, de Vernoux-en-Vivarais, Boffres (source), Alboussière, Champis, Saint-Romain-de-Lerps, Saint-Sylvestre, Colombier-le-Jeune, Plats, Saint-Barthélemy-le-Plain et Tournon-sur-Rhône (confluence).
Soit en termes de cantons, le Duzon prend source dans le canton de Vernoux-en-Vivarais, traverse le canton de Saint-Péray et conflue dans le Canton de Tournon-sur-Rhône, tout en restant dans le seul arrondissement de Tournon-sur-Rhône.

### Bassin versant
Le Duzon traverse une seule zone hydrographique Le Doux de la Daronne au Rhône (V374) de 631 km2 de superficie.

## Affluents

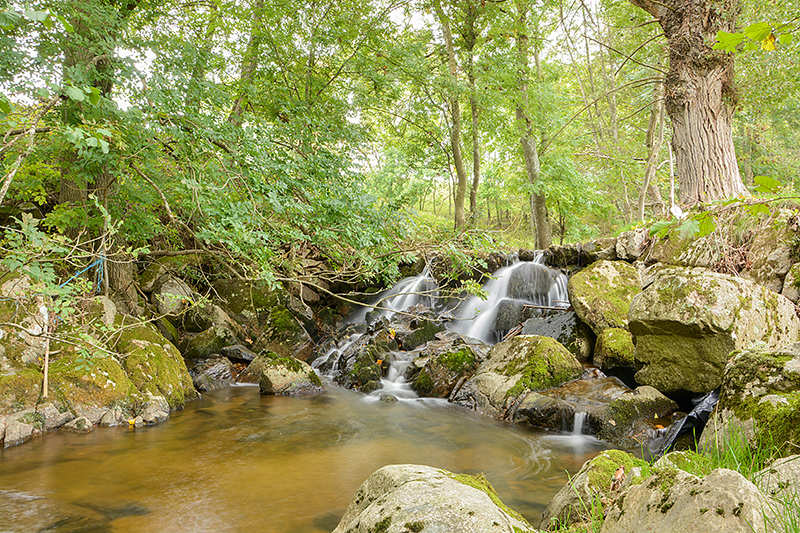
La Dielle à Saint-Barthélemy-le-Plain.

Le Duzon a douze affluents référencés :
- Ruisseau de Chaudoreille (rg), 3,3 km sur la commune de Boffres ;
- Ruisseau de Barjac (rg), 2,2 km sur les communes de Boffres et Alboussière ;
- Ruisseau de Molière (rd), 2,1 km sur la commune de Champis ;
- L'Ozon (rd), 4,3 km sur les communes de Saint-Romain-de-Lerps et Champis avec un affluent :
  - Ruisseau du Chazal (rg), 2,1 km sur la commune de Champis ;
- Ruisseau de Morge (rg), 6 km sur les communes de Saint-Sylvestre, Champis et Alboussière avec trois affluents :
  - Ruisseau de Palayer (rg), 2,3 km sur la commune d’Alboussière ;
  - Ruisseau du Cros (rg), 2,5 km sur les communes de Gilhoc-sur-Ormèze, Champis et Alboussière ;
  - Ruisseau de Roubion (rg), 3,3 km sur les communes de Saint-Sylvestre, Gilhoc-sur-Ormèze et Champis ;
- Ruisseau de Merdan (rg), 2,6 km sur la commune de Saint-Sylvestre ;
- Le Doiron (rd), 5,2 km sur les communes de Plats, Saint-Sylvestre et Saint-Romain-de-Lerps avec un affluent :
  - Ruisseau de Saint-Romain (rg), 1,5 km sur les communes de Saint-Sylvestre et Saint-Romain-de-Lerps ;
- Ruisseau de Chosson (rg), 2,3 km sur les communes de Plats, Colombier-le-Jeune et Saint-Sylvestre ;
- Ruisseau des Alliots (rd), 1,1 km sur les communes de Plats et Colombier-le-Jeune ;
- Ormèze (rg), 14,1 km sur les communes de Saint-Barthélemy-le-Plain, Colombier-le-Jeune, Gilhoc-sur-Ormèze, Saint-Barthélemy-Grozon avec sept affluents :
  - Ruisseau de Maisonnas (rd), 3,1 km sur les communes de Gilhoc-sur-Ormèze et Saint-Barthélemy-Grozon ;
  - Ruisseau de Barral (rg), 3,3 km sur la commune de Gilhoc-sur-Ormèze ;
  - Ruisseau de Mathon (rg), 1,3 km sur la commune de Gilhoc-sur-Ormèze ;
  - Ruisseau de Fay (rd), 1,6 km sur la commune de Gilhoc-sur-Ormèze ;
  - Ruisseau de Marnas (rd), 1,4 km sur la commune de Gilhoc-sur-Ormèze ;
  - Ruisseau du Serre (rd), 1,2 km sur les communes de Colombier-le-Jeune et Gilhoc-sur-Ormèze ;
  - Ruisseau de Peyremaule (rd), 1,3 km sur la commune de Colombier-le-Jeune ;
- Ruisseau du Grand Cros (rg), 1,9 km sur la commune de Saint-Barthélemy-le-Plain ;
- Ruisseau de la Dielle (rg), 5,3 km sur la commune de Saint-Barthélemy-le-Plain avec un affluent :
  - la raz de rolland (rg), 1,4 km sur la commune de Saint-Barthélemy-le-Plain.

## Hydrologie

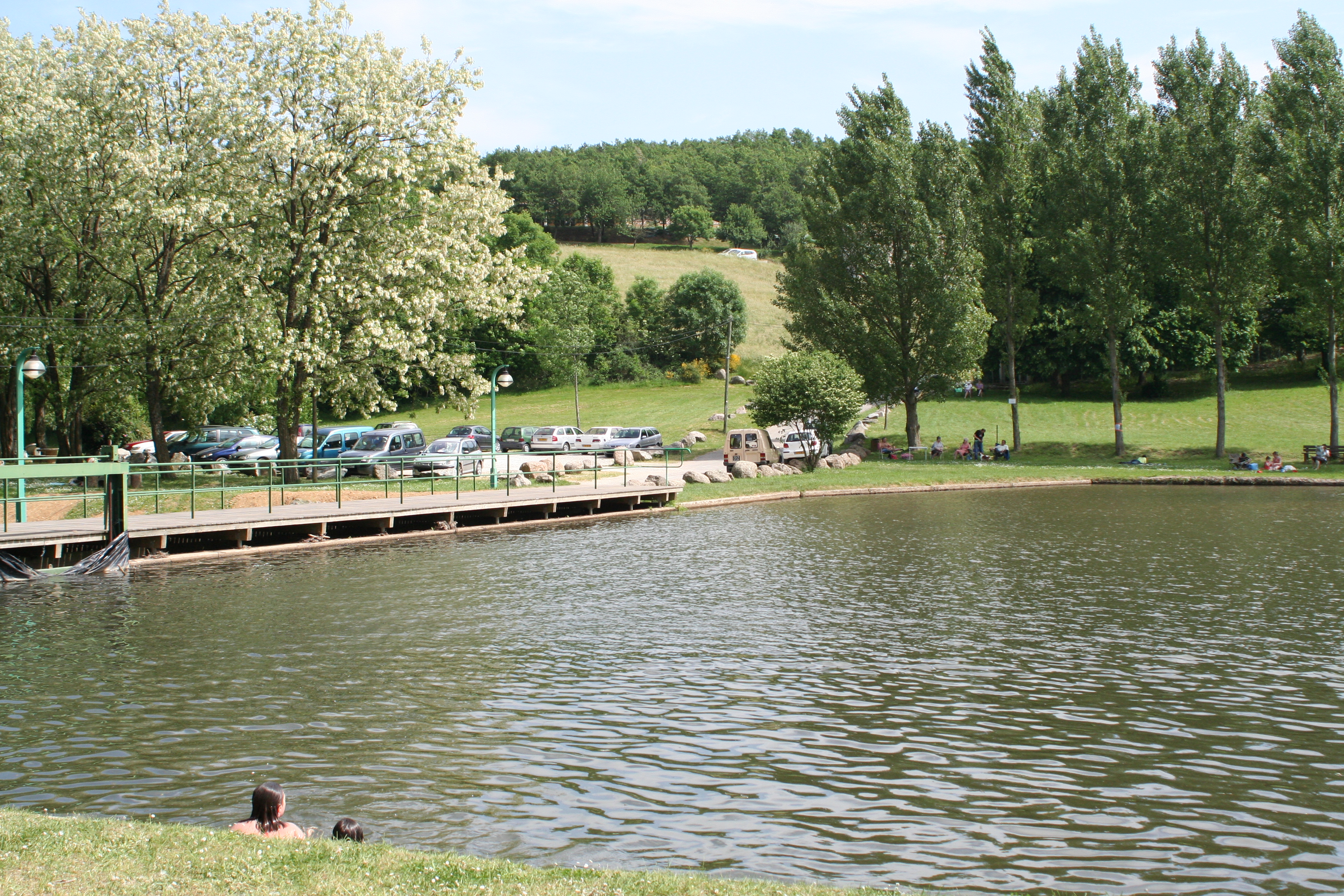
Le plan d'eau d'Alboussiere sur le Duzon.

Selon la base de données Sandre, il y a 6 stations de mesures sur le Duzon. Elles sont situées à Boffres, Alboussière, Saint-Barthélemy-le-Plain et Saint-Sylvestre.

### Crues et étiages
Soumis à un régime cévenol, le Duzon subit de puissantes crues dues aux fortes pluies automnales. Le reste de l'année le débit du Duzon est faible.

## Aménagements
Un sentier permet de parcourir les gorges depuis Plats ou Tournon-sur-Rhône. Il permet de découvrir une curiosité géologique : les cuves du Duzon. Il s'agit de « marmittes » creusées dans la roche par l'eau et les galets,. Il est aussi possible de descendre la rivière en canyoning.